# Anoplodactylus falciclavus
Anoplodactylus falciclavus is een zeespin uit de familie Phoxichilidiidae. De soort behoort tot het geslacht Anoplodactylus. Anoplodactylus falciclavus werd in 1988 voor het eerst wetenschappelijk beschreven door Child. 